# Permanent Vacation (album)
Permanent Vacation deveti je studijski album američke hard rock skupine Aerosmith koji izlazi u kolovozu 1987.g.
Album nosi obilježje o odlučujućem trenutku u njihovoj glazbenoj karijeri. Ovo je prvi album gdje na materijalu zapošljavaju profesionalnog tekstopisca, koji su do tada radili isključivo članovi sastava. Također je i prvi album na kojemu Aerosmith promovira heavy glazbeni video, koji je prikazan na MTV-u. Iako Done with Mirrors glasi kao njihov povratnički album, Permanent Vacation je u više navrata najavljivan kao njihov istinski pravi povratnički album. "Rag Doll," "Dude (Looks Like a Lady)" i "Angel", njihova su tri velika hita koja se nalaze na albumu (sve tri skladbe nalazile su se na Top 20 glazbenih ljestvica), i pomažu da im Permanent Vacation vrati veliku uspješnost. Rezultat toga će biti i daljnja uspješnost sljedećih albuma Pump i Get a Grip.
Albuma također ima obilježja McCartneyjeve skladbe "I'm Down", koja se nalazi na B-strani Beatlesovog singla Help iz 1965.g, a to je druga obrada njihove skladbe nakon "Come Together" iz 1978. koja im donosi komercijalni uspjeh.
Permanent Vacation objavljuje diskografska kuća "Geffen Records", producent je Bruce Fairbairn, a album se u Americi prodaje u preko pet milijuna kopija.

## Popis pjesama
1. "Heart's Done Time" (Joe Perry, Desmond Child) – 4:42
2. "Magic Touch" (Steven Tyler, Perry, Jim Vallance) – 4:40
3. "Rag Doll" (Tyler, Perry, Vallance, Holly Knight) – 4:21
4. "Simoriah" (Tyler, Perry, Vallance) – 3:21
5. "Dude (Looks Like A Lady)" (Tyler, Perry, Child) – 4:23
6. "St. John" (Tyler) – 4:12
7. "Hangman Jury" (Tyler, Perry, Vallance) – 5:33
8. "Girl Keeps Coming Apart" (Tyler, Perry) – 4:12
9. "Angel" (Tyler, Child) – 5:10
10. "Permanent Vacation" (Tyler, Brad Whitford) – 4:52
11. "I'm Down" (John Lennon, Paul McCartney) – 2:20
12. "The Movie" [instrumental] (Tyler, Perry, Whitford, Tom Hamilton, Joey Kramer) – 4:00

## Osoblje
Aerosmith
- Tom Hamilton – bas-gitara
- Joey Kramer – bubnjevi
- Joe Perry – električna gitara, prateći vokali
- Steven Tyler – prvi vokal, usna harmonika, pianino
- Brad Whitford – gitara

Gostujući glazbenici
- Drew Arnott – mellotron
- Henry Christian – truba
- Bruce Fairbairn – truba, violončelo, prateći vokali
- Scott Fairbairn – violončelo
- Michael Fraser – plunger mute
- Tom Keenlyside – klarinet, tenor saksofon
- Margarita Horns – rog
- Ian Putz – bariton saksofon
- Morgan Rael – limeni bubnjevi
- Bob Rogers – trombon
- Jim Vallance – orgulje
- Christine Arnott – glasovni prijelazi u skladbi "The Movie"

Ostalo osoblje
- Producent: Bruce Fairbairn
- Projekcija: Mike Fraser, Bob Rock
- Asistent projekta: Ken Lomas
- Mix: Mike Fraser
- Mastering: George Marino
- Asistent: Joel López
- Aranžer: Tom Kennlyside, Jim Vallance
- Art direkcija: Aerosmith, Kim Champagne
- Ilustracija: Andy Engel
- Fotografija: Neal Preston

## Top lista
Album – Billboard (Sjeverna Amerika)
| Godina | Top lista         | Pozicija |
| ------ | ----------------- | -------- |
| 1987.  | The Billboard 200 | #11      |

Singlovi – Billboard (Sjeverna Amerika)
| Godina | Singl                      | Top lista                 | Pozicija |
| ------ | -------------------------- | ------------------------- | -------- |
| 1987.  | "Dude (Looks Like A Lady)" | Mainstream Rock Tracks    | #4       |
| 1987.  | "Dude (Looks Like A Lady)" | The Billboard Hot 100     | #14      |
| 1987.  | "Hangman Jury"             | Mainstream Rock Tracks    | #14      |
| 1987.  | "Rag Doll"                 | Mainstream Rock Tracks    | #12      |
| 1988.  | "Angel"                    | Mainstream Rock Tracks    | #2       |
| 1988.  | "Angel"                    | The Billboard Hot 100     | #3       |
| 1988.  | "Dude (Looks Like A Lady)" | Hot Dance Music/Club Play | #41      |
| 1988.  | "Rag Doll"                 | The Billboard Hot 100     | #17      |

## Certifikat
| Organizacija | Naklada       | Datum              |
| ------------ | ------------- | ------------------ |
| RIAA - SAD   | Zlatni        | 10. studenog 1987. |
| RIAA - SAD   | Platinasti    | 8. prosinca 1987.  |
| RIAA - SAD   | 2x Platinasti | 24. svibnja 1988.  |
| RIAA - SAD   | 3x Platinasti | 7. ožujka 1990.    |
| RIAA - SAD   | 4x Platinasti | 9. studenog 1994.  |
| RIAA - SAD   | 5x Platinasti | 10. veljače 1995.  |

## Vanjske poveznice
- Permanent Vacation
- discogs.com - Aerosmith - Permament Vacation